# 고야드
고야드 (Goyard)는 프랑스의 트렁크 및 가죽 제품 메이커이다. 고야드는 1853년 파리에서 설립되었으며, 이전에는 마르탱(피에르 프랑수아 마르탱이 1792년 마르탱 가문을 설립)과 모렐(Morel)로 사업을 했다.그 브랜드는 자사 제품을 둘러싼 어느 정도의 비밀주의로 알려져 있다. 많은 고야드 가방에서 볼 수 있는 상징적인 연동형 쉐브론 문양의 기원에 대해서는 거의 알려져 있지 않다.
프랑수아 고야드 (1828–1890)는 메종 마르탱의 후계자인 메종 모렐을 매수하면서 가족 무역을 시작했다. 에드먼드 고야드(1860-1937)는 1885년부터 1937년까지 사업을 확장했다. 로버트 고야드(1893-1979)는 전후 호황기에 브랜드의 얼굴이었다. 프랑수아 고야드는 그의 딸 이사벨 고야드(1959-)와 함께 회사의 성장을 더욱 높이는 데 중요한 역할을 했다. 장 미셸 시뇰스는 1998년 고야드를 인수해 개인 소유의 회사를 국제적으로 유명한 브랜드로 만들었다.